# Kościół Przemienienia Pańskiego w Wilczętach
Kościół Przemienienia Pańskiego – rzymskokatolicki kościół parafialny należący do dekanatu Pasłęk I diecezji elbląskiej.

## Historia
Świątynia powstała w latach 1330-1340. Jest to budowla murowana wzniesiona z kamienia oraz cegły o wiązaniu gotyckim. Najstarszą częścią kościoła jest nawa wybudowana około 1330 z rozbudowanym szczytem wschodnim. Nawa i prezbiterium nakryte są dachami siodłowymi. Wieża, która została wybudowana w 1655 pierwotnie była nakryta dachem namiotowym. W czasie działań wojennych została zniszczona i jej szczyt jest obecnie nakryty płaskim dachem. 

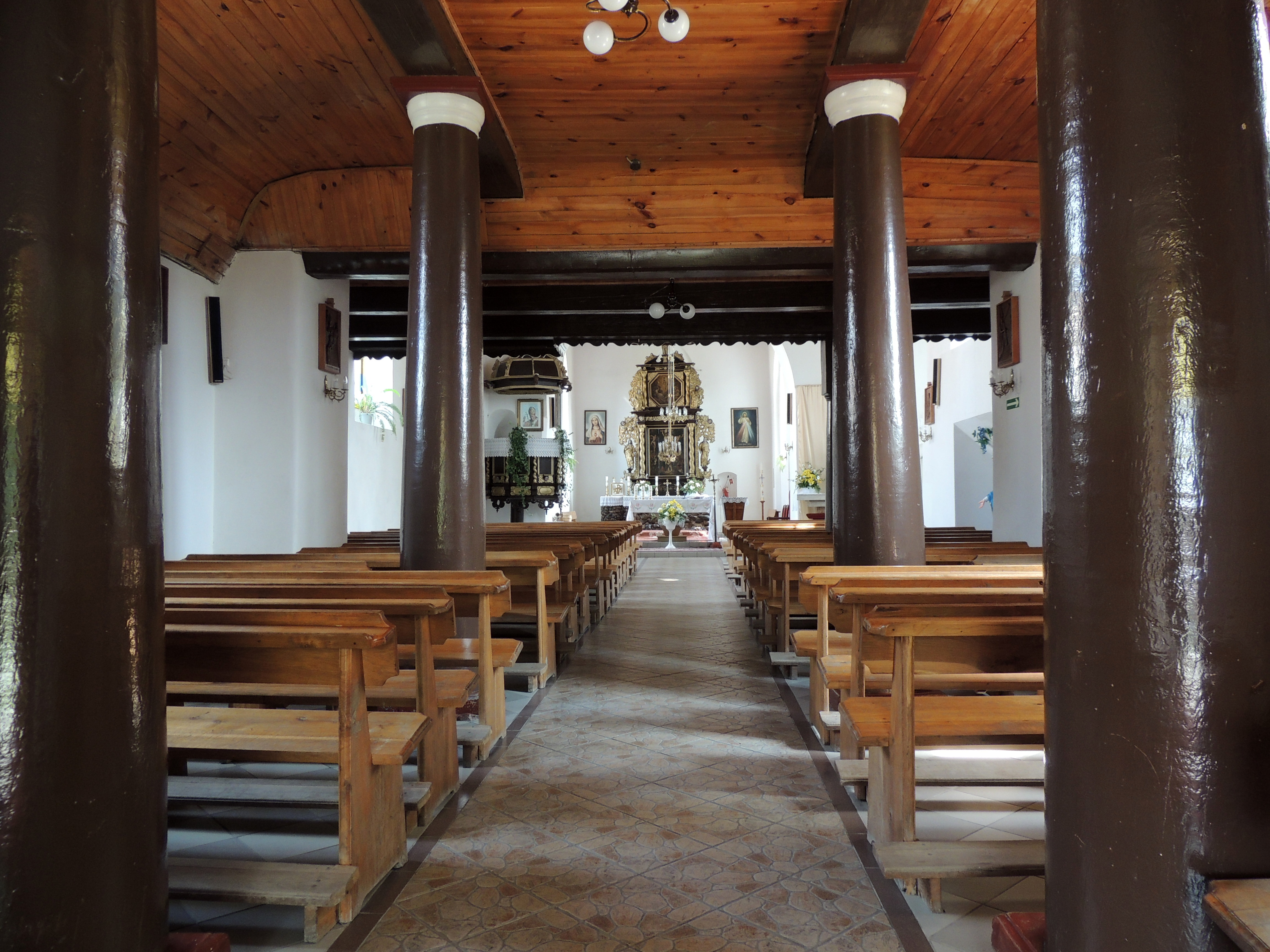
Wnętrze świątyni

Od strony południowej znajduje się otwierająca się do nawy kaplica z nieregularnym szczytem wschodnim. Wnętrze świątyni ma interesujące wyposażenie. Jednym z jego elementów jest ambona z 1681 roku wykonana przez stolarza Richtera i rzeźbiarza Johana Christopha Dobela. Ambona była ozdobiona wyrzeźbionymi głowami konsuli. W niszy znajdowało się 6 postaci apostołów, a pod nimi głowy aniołów.
W 1681 roku powstał ołtarz wykonany przez Joachima Christopha Dobela z Królewca. Jego rzeźba ma barwy czerni, bieli i złota. Dzwony, które należą do najstarszych zachowanych w Wilczętach reprezentują również styl gotycki. Pierwszy i największy dzwon powstał w Niderlandach. Na szczycie dzwonu znajduje się napis, legenda. W środku napisu jest umieszczony herb rodu Burggrafów i Grafów Dohna. Po zakończeniu II wojny światowej w budowli nie przeprowadzono żadnego remontu. Opuszczoną i zdewastowaną świątynią zaczął opiekować się ksiądz Józef Sikora, administrator parafii w Pasłęku w latach 1945-49.